# Paranchistus nobilii
Paranchistus nobilii är en kräftdjursart som beskrevs av Lipke Bijdeley Holthuis 1952. Paranchistus nobilii ingår i släktet Paranchistus och familjen Palaemonidae. Inga underarter finns listade i Catalogue of Life.